# Pseudoterpna pruinata
Pseudoterpna pruinata là một loài bướm đêm trong họ Geometridae.

## Hình ảnh

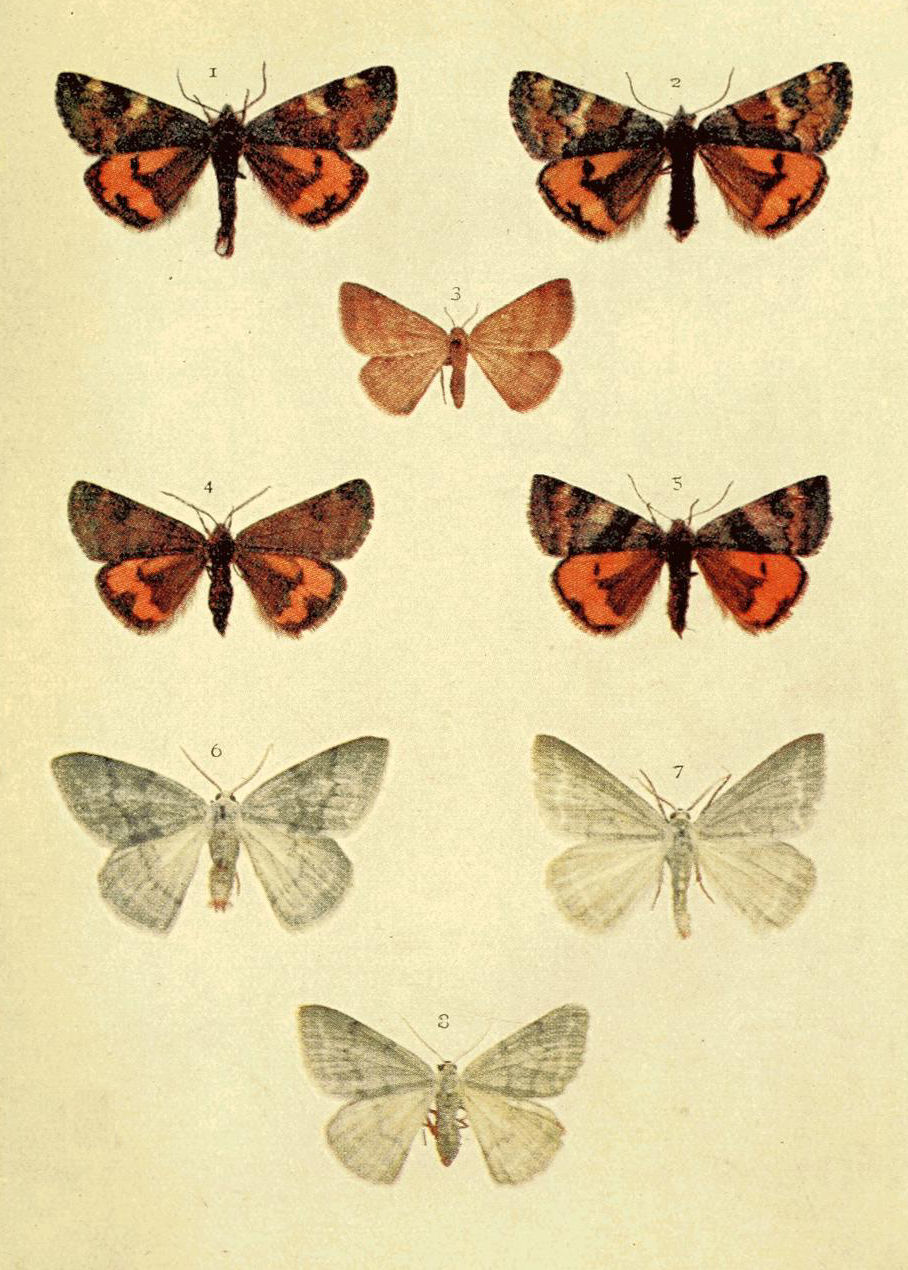
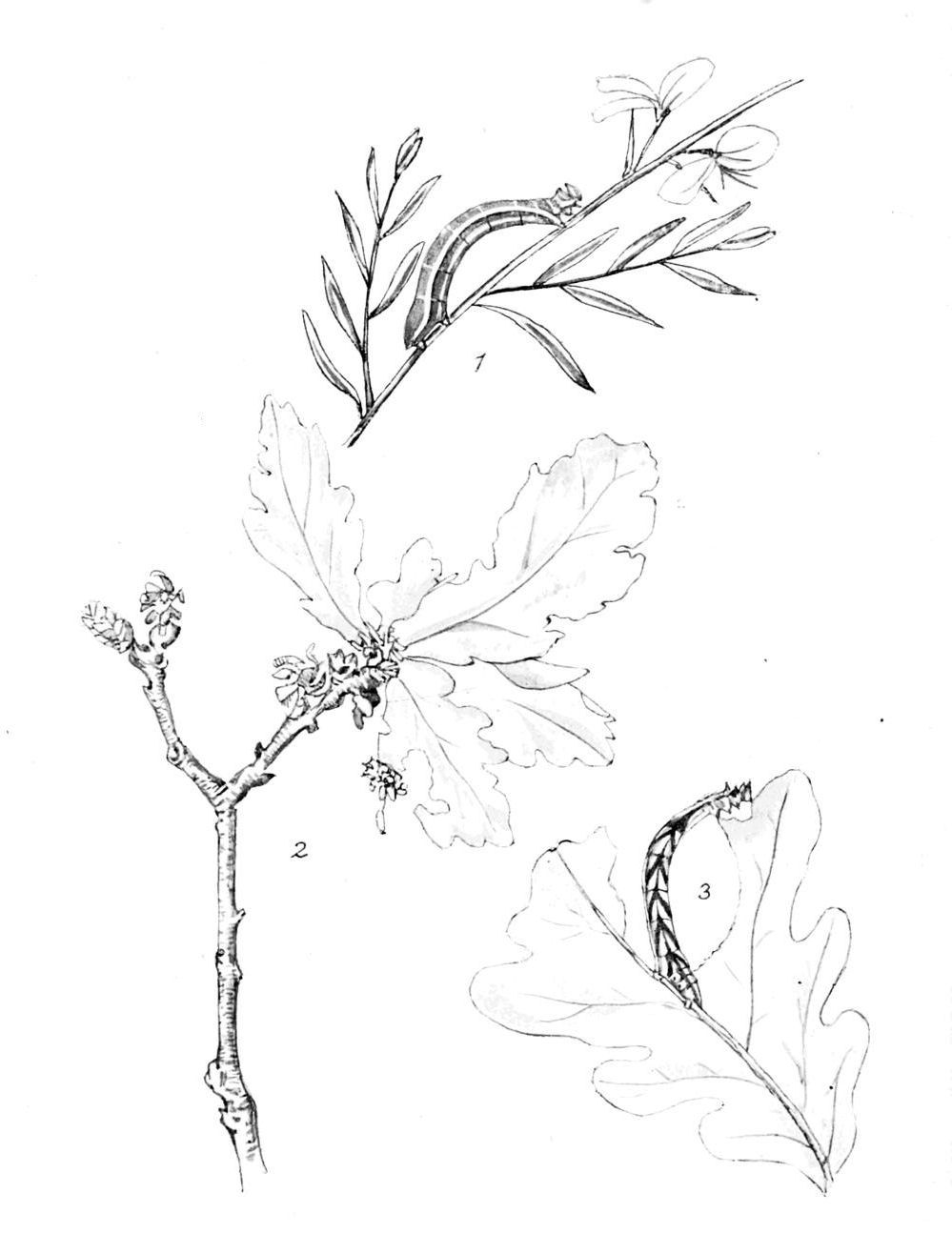
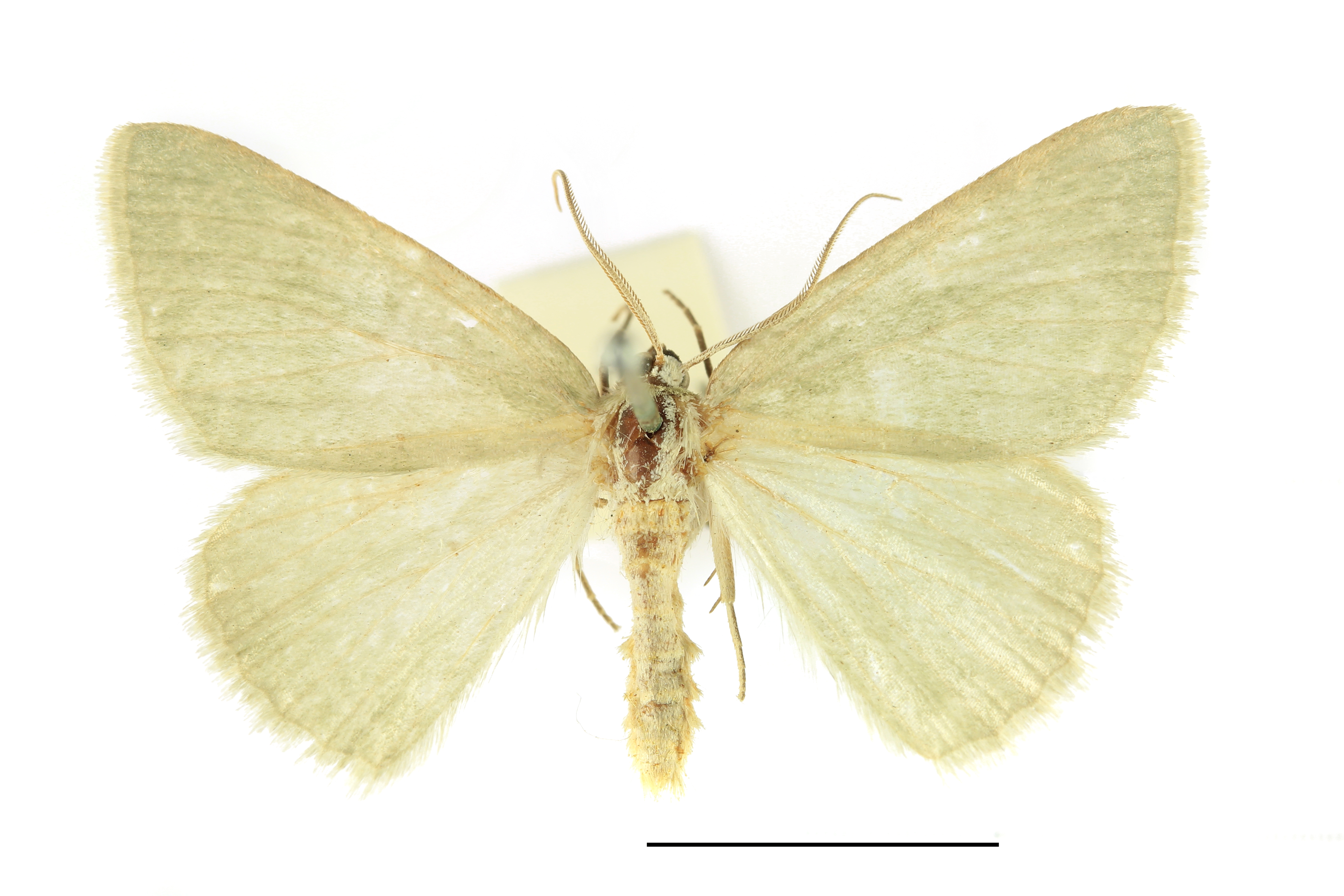